# 中山大学政治与公共事务管理学院
中山大学政治与公共事务管理学院（School of Government, Sun Yat-sen University），简称中大政务，是中山大学下属学院之一。该院前身成立于1988年，是中华人民共和国改革开放后较早建立的政治学与公共管理学术机构之一，其学科源头为1905年成立的广东法政学堂。该院在中山大学广州校区南校园、东校园均有院址。

## 历史沿革
中山大学政治学的办学历史可上溯至清末设立的广东法政学堂。清末新政中，各省设立课吏馆以培训地方官员。广东课吏馆于1902年奏准设立，并于1905年改为广东法政学堂，最终于1923年改组为广东公立法政专门大学。
1924年，孙中山将广东公立法政大学与国立广东高等师范学校和广东公立农业专门学校合并，组建为国立广东大学，原广东法政学堂政治学学科改为国立广东大学政法系。1926年，国立广东大学更名为国立中山大学，该系随之更名为国立中山大学政法系。
1952年，中华人民共和国进行院系调整，中山大学政治学学科取消。1988年，中山大学政治学与行政学系复建。2001年9月30日，以政治学与行政学系为基础，中山大学政治与公共事务管理学院成立。

## 实力
中山大学政治与公共事务管理学院下属的两个学科——政治学、公共管理——均在中国高校中属于较高水平。在中华人民共和国教育部第四轮学科评估中，中山大学公共管理学获评A类学科；在2020年QS学科领域排行榜中，中山大学社会政策与行政管理进入全球前50名（中国大陆第4名）、政治学进入全球第150-200名（中国大陆第6名）。该学院现任教师也基本博士毕业于美国或香港知名高校。

## 机构

### 系
- 政治科学系
- 公共管理学系

### 研究机构
国家级
- 中山大学中国公共管理研究中心（教育部人文社会科学重点研究基地）
- 退役军人事务研究基地（退役军人事务部批准设立）

省级
- 中山大学廉政与治理研究中心
- 地方治理与公共政策研究中心

市级
- 广州社会保障研究中心
- 广州国际城市创新研究中心

校级
- 中山大学当代中国政治研究中心
- 中山大学大科学设施与创新政策研究中心
- 中山大学数字治理研究中心
- 中山大学公共政策研究中心
- 中山大学应急管理研究中心
- 中山大学预算与治理研究中心

## 专业设置
截至2022年7月，中山大学政治与公共事务管理学院有政治学、公共管理两个一级学科博士点，开设专业有：
- 政治科学系：
  - 博士：政治学
  - 硕士：政治学理论、比较政治学、中外政治制度、中国政治、政治传播学（全国唯一）
  - 本科：政治学与行政学
- 公共管理学系：
  - 博士：公共管理
  - 硕士：行政管理、社会保障、教育经济与管理
  - 本科：公共管理类（含行政管理、公共事业管理）

## 著名学者
- 萨孟武，1946年至1948年担任国立中山大学法学院政治系教授兼院长。萨孟武是中华民国大陆时期著名学者，精于中国传统政治思想、制度和理论的研究，是中国政治学形成的重要奠基人。同时，萨孟武也被认为是近现代著名的中华民国宪法书籍著作人，其法学相关著作也曾被部分前司法院大法官用来释宪。
- 夏书章，1945年毕业于哈佛大学，是第一位在哈佛大学获得公共管理硕士学位的中国人[9]，1947年起中山大学行政学学科任教，后担任中山大学政治与公共事务管理学院名誉院长。夏书章是中国公共管理学科[10]和当代公共行政学[11]的奠基人、中国MPA教育之父[9]，也是中国改革开放后呼吁重建中国政治学与行政学的五位专家之一，因此被誉为中国政治学界“五老”之一[12]。
- 任剑涛，当代中国著名政治学学者，专于政治哲学研究。1996年获得中山大学哲学博士学位，随后留校任教，自2004年至2009年期间担任中山大学政治与公共事务管理学院院长。2009年后转入中国人民大学国际关系学院工作。现为清华大学社会科学学院政治学系教授，教育部“长江学者”特聘教授。
- 肖滨，教育部“长江学者”特聘教授、国务院政府特殊津贴获得者[13]，2014年至2018年期间担任中山大学政治与公共事务管理学院院长。